# 1454
Il 1454 (MCDLIV in numeri romani) è un anno  del XV secolo.

## Eventi
- 8 gennaio - Bolla di Papa Nicolò V al re Alfonso V del Portogallo per l'Africa
- 4 febbraio – Inizia la guerra dei tredici anni: il Consiglio Segreto della Confederazione Prussiana invia un atto formale di disobbedienza al gran maestro dell'Ordine teutonico e i cittadini di Toruń si ribellano all'Ordine teutonico.
- 9 aprile – Pace di Lodi. La guerra di successione per il Ducato di Milano si conclude con un accordo di pace stipulato tra Francesco Sforza, Firenze, Genova e Mantova da un lato, Venezia, re di Napoli, duca di Savoia e marchese del Monferrato dall'altro.
- 15 agosto – Inaugurata a Cesena la Biblioteca Malatestiana per iniziativa del Convento di San Francesco e di Malatesta Novello signore della città
- anno di passaggio tra un secolo e l'altro nel calendario azteco, nonché anno in cui culmina la carestia che imperversava da 4 anni nella Valle del Messico.

## Nati
- 27 gennaio - Juan López, cardinale e arcivescovo cattolico spagnolo († 1501)
- 9 marzo - Amerigo Vespucci, navigatore, esploratore e cartografo italiano († 1512)
- 21 maggio - Ermolao Barbaro il Giovane, umanista, patriarca cattolico e diplomatico italiano († 1493)
- 3 giugno - Boghislao X di Pomerania, duca tedesco († 1523)
- 14 luglio - Agnolo Poliziano, poeta, umanista e filologo classico italiano († 1494)
- 1º agosto - Luigi di Challant, nobile italiano († 1487)
- 7 settembre - Giuliano Tornabuoni, vescovo cattolico italiano
- 25 novembre - Caterina Corner, sovrana († 1510)
- Renato d'Alençon, duca e conte francese († 1492)
- Alessio V di Trebisonda, imperatore bizantino († 1463)
- Antonio de Guevara, II conte di Potenza, politico e diplomatico spagnolo († 1513)
- Giacomo Filippo Bertoni, religioso italiano († 1483)
- Bonino de Boninis, editore e tipografo dalmata († 1528)
- Bergonzio Botta, funzionario italiano († 1504)
- Filippo Decio, giurista italiano
- Francisco Desprats, cardinale e vescovo cattolico spagnolo († 1504)
- Peter van Diest, scrittore fiammingo († 1507)
- George Grey, II conte di Kent, nobile e politico inglese († 1505)
- Francis Lovell, nobile e militare inglese
- Domenico Maria Novara da Ferrara, astronomo italiano († 1504)
- Girolamo Olgiati, umanista italiano († 1477)
- Caterina Pico, nobildonna italiana († 1501)
- Richard Puller de Hohenbourg, nobile e cavaliere svizzero († 1482)
- Markus Röist, ufficiale svizzero († 1524)
- Wendelin Stambach, teologo tedesco († 1519)
- Alexander Stewart, condottiero scozzese († 1485)
- Uesugi Akisada, militare giapponese († 1510)
- Carlo Domenico del Carretto, cardinale e arcivescovo cattolico italiano († 1514)

## Morti
- 14 febbraio - Maria di Masovia, principessa
- 22 marzo - John Kemp, cardinale e arcivescovo cattolico inglese
- 24 marzo - Nicolò Amidano, arcivescovo cattolico italiano
- 8 maggio - Giovanni I di Monaco, monegasco (n. 1382)
- 5 giugno - Antonio Trivulzio, condottiero italiano
- 20 luglio - Giovanni II di Castiglia, re (n. 1405)
- 10 settembre - Boleslao IV di Varsavia, nobile polacco
- 27 ottobre - Maddalena di Hohenzollern, principessa (n. 1412)
- 12 dicembre - Jean d'Arces, cardinale e arcivescovo cattolico francese (n. 1370)
- Muhammad X di Granada, sultano (n. 1415)
- Arduino da Baiso, intagliatore, scultore e intarsiatore italiano
- Francesco Barbaro, umanista, politico e diplomatico italiano (n. 1390)
- Andrea da Montecchio, vescovo cattolico italiano
- Philippe de Culant, militare francese (n. 1413)
- Enrico VI di Gorizia, nobile (n. 1376)
- Francesco I Acciaioli, nobile italiano
- Barnaba Guano, doge (n. 1370)
- Jean de Lastic, francese (n. 1371)
- Giacomo Malvezzi, storiografo italiano
- Chiara Zorzi, nobile italiana

## Calendario
| Calendario 1454 | Calendario 1454 | Calendario 1454 | Calendario 1454 | Calendario 1454 | Calendario 1454 | Calendario 1454 | Calendario 1454 | Calendario 1454 | Calendario 1454 | Calendario 1454 | Calendario 1454 | Calendario 1454 | Calendario 1454 | Calendario 1454 | Calendario 1454 | Calendario 1454 | Calendario 1454 | Calendario 1454 | Calendario 1454 | Calendario 1454 | Calendario 1454 | Calendario 1454 | Calendario 1454 | Calendario 1454 | Calendario 1454 | Calendario 1454 | Calendario 1454 | Calendario 1454 | Calendario 1454 | Calendario 1454 | Calendario 1454 | Calendario 1454 |
| --------------- | --------------- | --------------- | --------------- | --------------- | --------------- | --------------- | --------------- | --------------- | --------------- | --------------- | --------------- | --------------- | --------------- | --------------- | --------------- | --------------- | --------------- | --------------- | --------------- | --------------- | --------------- | --------------- | --------------- | --------------- | --------------- | --------------- | --------------- | --------------- | --------------- | --------------- | --------------- | --------------- |
|                 | 1               | 2               | 3               | 4               | 5               | 6               | 7               | 8               | 9               | 10              | 11              | 12              | 13              | 14              | 15              | 16              | 17              | 18              | 19              | 20              | 21              | 22              | 23              | 24              | 25              | 26              | 27              | 28              | 29              | 30              | 31              |                 |
| Gennaio         | Ma              | Me              | Gi              | Ve              | Sa              | Do              | Lu              | Ma              | Me              | Gi              | Ve              | Sa              | Do              | Lu              | Ma              | Me              | Gi              | Ve              | Sa              | Do              | Lu              | Ma              | Me              | Gi              | Ve              | Sa              | Do              | Lu              | Ma              | Me              | Gi              |                 |
| Febbraio        | Ve              | Sa              | Do              | Lu              | Ma              | Me              | Gi              | Ve              | Sa              | Do              | Lu              | Ma              | Me              | Gi              | Ve              | Sa              | Do              | Lu              | Ma              | Me              | Gi              | Ve              | Sa              | Do              | Lu              | Ma              | Me              | Gi              |                 |                 |                 |                 |
| Marzo           | Ve              | Sa              | Do              | Lu              | Ma              | Me              | Gi              | Ve              | Sa              | Do              | Lu              | Ma              | Me              | Gi              | Ve              | Sa              | Do              | Lu              | Ma              | Me              | Gi              | Ve              | Sa              | Do              | Lu              | Ma              | Me              | Gi              | Ve              | Sa              | Do              |                 |
| Aprile          | Lu              | Ma              | Me              | Gi              | Ve              | Sa              | Do              | Lu              | Ma              | Me              | Gi              | Ve              | Sa              | Do              | Lu              | Ma              | Me              | Gi              | Ve              | Sa              | Do              | Lu              | Ma              | Me              | Gi              | Ve              | Sa              | Do              | Lu              | Ma              |                 |                 |
| Maggio          | Me              | Gi              | Ve              | Sa              | Do              | Lu              | Ma              | Me              | Gi              | Ve              | Sa              | Do              | Lu              | Ma              | Me              | Gi              | Ve              | Sa              | Do              | Lu              | Ma              | Me              | Gi              | Ve              | Sa              | Do              | Lu              | Ma              | Me              | Gi              | Ve              |                 |
| Giugno          | Sa              | Do              | Lu              | Ma              | Me              | Gi              | Ve              | Sa              | Do              | Lu              | Ma              | Me              | Gi              | Ve              | Sa              | Do              | Lu              | Ma              | Me              | Gi              | Ve              | Sa              | Do              | Lu              | Ma              | Me              | Gi              | Ve              | Sa              | Do              |                 |                 |
| Luglio          | Lu              | Ma              | Me              | Gi              | Ve              | Sa              | Do              | Lu              | Ma              | Me              | Gi              | Ve              | Sa              | Do              | Lu              | Ma              | Me              | Gi              | Ve              | Sa              | Do              | Lu              | Ma              | Me              | Gi              | Ve              | Sa              | Do              | Lu              | Ma              | Me              |                 |
| Agosto          | Gi              | Ve              | Sa              | Do              | Lu              | Ma              | Me              | Gi              | Ve              | Sa              | Do              | Lu              | Ma              | Me              | Gi              | Ve              | Sa              | Do              | Lu              | Ma              | Me              | Gi              | Ve              | Sa              | Do              | Lu              | Ma              | Me              | Gi              | Ve              | Sa              |                 |
| Settembre       | Do              | Lu              | Ma              | Me              | Gi              | Ve              | Sa              | Do              | Lu              | Ma              | Me              | Gi              | Ve              | Sa              | Do              | Lu              | Ma              | Me              | Gi              | Ve              | Sa              | Do              | Lu              | Ma              | Me              | Gi              | Ve              | Sa              | Do              | Lu              |                 |                 |
| Ottobre         | Ma              | Me              | Gi              | Ve              | Sa              | Do              | Lu              | Ma              | Me              | Gi              | Ve              | Sa              | Do              | Lu              | Ma              | Me              | Gi              | Ve              | Sa              | Do              | Lu              | Ma              | Me              | Gi              | Ve              | Sa              | Do              | Lu              | Ma              | Me              | Gi              |                 |
| Novembre        | Ve              | Sa              | Do              | Lu              | Ma              | Me              | Gi              | Ve              | Sa              | Do              | Lu              | Ma              | Me              | Gi              | Ve              | Sa              | Do              | Lu              | Ma              | Me              | Gi              | Ve              | Sa              | Do              | Lu              | Ma              | Me              | Gi              | Ve              | Sa              |                 |                 |
| Dicembre        | Do              | Lu              | Ma              | Me              | Gi              | Ve              | Sa              | Do              | Lu              | Ma              | Me              | Gi              | Ve              | Sa              | Do              | Lu              | Ma              | Me              | Gi              | Ve              | Sa              | Do              | Lu              | Ma              | Me              | Gi              | Ve              | Sa              | Do              | Lu              | Ma              |                 |